# Grand Prix Formule 1 van Qatar 2023
De Grand Prix Formule 1 van Qatar 2023 werd verreden op 8 oktober op het Losail International Circuit gelegen nabij Lusail. Het was de zeventiende race van het seizoen.
De Grand Prix van Qatar was de vierde van zes GP-weekeinden 2023 waarin een "Sprint" gehouden werd. Een "sprint" is bijna hetzelfde als een normale race, met als groot verschil dat de wedstrijd minder lang duurt. De afstand van de sprintrace bedraagt circa 100 kilometer, de wedstrijd is daardoor van korte duur (ongeveer 30 minuten).
Het Grand Prix-weekend begon op vrijdag met de eerste vrije training van zestig minuten, daarna volgde de kwalificatie. De uitslag van deze kwalificatie bepaalde de startopstelling van de hoofdrace op de zondag (inclusief mogelijke gridstraffen) en bepaalde tevens welke coureur de term "poleposition" toegekend krijgt.
Op zaterdagmorgen werd een tweede korte kwalificatiesessie (Sprint Shootout) gehouden die de startopstelling van de "sprint" bepaalde, waarna in de middag de "sprint" werd gereden. 
Op zondag werd de hoofdrace gereden over een "normale" Grand Prix afstand (circa 300 kilometer) en de teams hadden een vrije bandenkeuze. Met als uitzondering dat de banden maar 18 ronden gebruikt mochten worden.
Liam Lawson verving, voor de vijfde keer op rij, Daniel Ricciardo die door herstel van een gebroken middenhandsbeentje niet in de AlphaTauri kon plaatsnemen.

## Bandenproblemen
Na de eerste vrije training op vrijdag volgde Pirelli de standaardprocedure door de banden te analyseren en ontdekte een microscopisch kleine scheiding in de zijwand tussen de toplaag en de karkaskoorden. Dit kwam doordat coureurs over de nieuw toegevoegde "pyramid kerbs" reden, die met een rand van 50 millimeter aanzienlijke schokken veroorzaakten. 
Verdere analyse volgde tijdens de sprintrace op zaterdag om te beoordelen of de FIA maatregelen zou moeten nemen. Maar door drie "safety car"-onderbrekingen in de sprintrace werden slechts 12 ronden op racesnelheid gereden. Dit was niet voldoende om iets toe te voegen aan de eerdere analyse van Pirelli.
Tijdens een zondagmiddagbijeenkomst van F1-teammanagers maakte de FIA de uitkomst van Pirelli's onderzoek bekend. De uitkomst was dan ook dat de FIA een maximale "stintlengte" (De periode die een coureur tijdens een race op een set banden aflegt.) van 18 ronden vaststelde voor nieuwe ongebruikte banden. Met een race van 57 ronden betekende dit, dat ieder team een verplichte drie-stop strategie moest toepassen.

## Vrije training
- Enkel de top vijf wordt weergegeven.

| Pos. | Nr. | Coureur          | Constructeur               | Tijd     |
| ---- | --- | ---------------- | -------------------------- | -------- |
| 1    | 1   | Max Verstappen   | Red Bull Racing-Honda RBPT | 1:27.428 |
| 2    | 55  | Carlos Sainz jr. | Ferrari                    | 1:27.762 |
| 3    | 16  | Charles Leclerc  | Ferrari                    | 1:27.909 |
| 4    | 14  | Fernando Alonso  | Aston Martin-Mercedes      | 1:27.919 |
| 5    | 11  | Sergio Pérez     | Red Bull Racing-Honda RBPT | 1:28.016 |

## Kwalificatie
Max Verstappen behaalde de dertigste pole position in zijn carrière.
| Pos.                   | Nr. | Coureur          | Constructeur               | Kwalificatietijden | Kwalificatietijden | Kwalificatietijden | Grid   |
| Pos.                   | Nr. | Coureur          | Constructeur               | Q1                 | Q2                 | Q3                 | Grid   |
| ---------------------- | --- | ---------------- | -------------------------- | ------------------ | ------------------ | ------------------ | ------ |
| 1                      | 1   | Max Verstappen   | Red Bull Racing-Honda RBPT | 1:25.007           | 1:24.483           | 1:23.778           | 1      |
| 2                      | 63  | George Russell   | Mercedes                   | 1:25.334           | 1:24.827           | 1:24.219           | 2      |
| 3                      | 44  | Lewis Hamilton   | Mercedes                   | 1:26.076           | 1:24.381           | 1:24.305           | 3      |
| 4                      | 14  | Fernando Alonso  | Aston Martin-Mercedes      | 1:25.223           | 1:25.241           | 1:24.369           | 4      |
| 5                      | 16  | Charles Leclerc  | Ferrari                    | 1:25.452           | 1:25.079           | 1:24.424           | 5      |
| 6                      | 81  | Oscar Piastri    | McLaren-Mercedes           | 1:25.266           | 1:24.724           | 1:24.540           | 6      |
| 7                      | 10  | Pierre Gasly     | Alpine-Renault             | 1:25.566           | 1:24.918           | 1:24.553           | 7      |
| 8                      | 31  | Esteban Ocon     | Alpine-Renault             | 1:25.711           | 1:24.928           | 1:24.763           | 8      |
| 9                      | 77  | Valtteri Bottas  | Alfa Romeo-Ferrari         | 1:26.038           | 1:25.297           | 1:25.058           | 9      |
| 10                     | 4   | Lando Norris     | McLaren-Mercedes           | 1:25.131           | 1:24.685           | Geen tijd          | 10     |
| 11                     | 22  | Yuki Tsunoda     | AlphaTauri-Honda RBPT      | 1:26.058           | 1:25.301           |                    | 11     |
| 12                     | 55  | Carlos Sainz jr. | Ferrari                    | 1:25.808           | 1:25.328           |                    | 12     |
| 13                     | 11  | Sergio Pérez     | Red Bull Racing-Honda RBPT | 1:25.991           | 1:25.462           |                    | Pit *1 |
| 14                     | 23  | Alexander Albon  | Williams-Mercedes          | 1:26.118           | 1:25.707           |                    | 13     |
| 15                     | 27  | Nico Hülkenberg  | Haas-Ferrari               | 1:25.904           | 1:25.783           |                    | 14     |
| 16                     | 2   | Logan Sargeant   | Williams-Mercedes          | 1:26.210           |                    |                    | 15     |
| 17                     | 18  | Lance Stroll     | Aston Martin-Mercedes      | 1:26.345           |                    |                    | 16     |
| 18                     | 40  | Liam Lawson      | AlphaTauri-Honda RBPT      | 1:26.635           |                    |                    | 17     |
| 19                     | 20  | Kevin Magnussen  | Haas-Ferrari               | 1:27.046           |                    |                    | 18     |
| 20                     | 24  | Zhou Guanyu      | Alfa Romeo-Ferrari         | 1:27.432           |                    |                    | 19     |
| Q1 107% tijd: 1:30.957 |     |                  |                            |                    |                    |                    |        |

*1 Sergio Pérez moest achteraan starten voor het overschrijden van het quota motoronderdelen, hij moest vervolgens vanuit de pit starten omdat er aan zijn wagen was gewerkt onder parc fermé condities.

## Sprintkwalificatie
De sprintkwalificatie begon met enige vertraging doordat er een extra ingelaste vrije training was van slechts 10 minuten. Vanwege zorgen om de kwaliteit van de Pirelli-banden waren de tracklimits in bocht 12 en 13 licht veranderd. Max Verstappen was tijdens deze extra training de snelste van alle coureurs. 
| Pos.                    | Nr. | Coureur          | Constructeur               | Kwalificatietijden | Kwalificatietijden | Kwalificatietijden | Grid |
| Pos.                    | Nr. | Coureur          | Constructeur               | SQ1                | SQ2                | SQ3                | Grid |
| ----------------------- | --- | ---------------- | -------------------------- | ------------------ | ------------------ | ------------------ | ---- |
| 1                       | 81  | Oscar Piastri    | McLaren-Mercedes           | 1:25.979           | 1:25.496           | 1:24.454           | 1    |
| 2                       | 4   | Lando Norris     | McLaren-Mercedes           | 1:25.672           | 1:24.947           | 1:24.536           | 2    |
| 3                       | 1   | Max Verstappen   | Red Bull Racing-Honda RBPT | 1:25.510           | 1:25.199           | 1:24.646           | 3    |
| 4                       | 63  | George Russell   | Mercedes                   | 1:25.413           | 1:25.027           | 1:24.841           | 4    |
| 5                       | 55  | Carlos Sainz jr. | Ferrari                    | 1:25.872           | 1:25.433           | 1:25.155           | 5    |
| 6                       | 16  | Charles Leclerc  | Ferrari                    | 1:26.266           | 1:25.367           | 1:25.247           | 6    |
| 7                       | 27  | Nico Hülkenberg  | Haas-Ferrari               | 1:26.450           | 1:25.499           | 1:25.320           | 7    |
| 8                       | 11  | Sergio Pérez     | Red Bull Racing-Honda RBPT | 1:26.123           | 1:25.143           | 1:25.382           | 8    |
| 9                       | 14  | Fernando Alonso  | Aston Martin-Mercedes      | 1:25.936           | 1:25.344           | Geen tijd          | 9    |
| 10                      | 31  | Esteban Ocon     | Alpine-Renault             | 1:26.072           | 1:25.510           | Geen tijd          | 10   |
| 11                      | 10  | Pierre Gasly     | Alpine-Renault             | 1:25.829           | 1:25.686           |                    | 11   |
| 12                      | 44  | Lewis Hamilton   | Mercedes                   | 1:26.424           | 1:25.962           |                    | 12   |
| 13                      | 77  | Valtteri Bottas  | Alfa Romeo-Ferrari         | 1:26.449           | 1:26.236           |                    | 13   |
| 14                      | 40  | Liam Lawson      | AlphaTauri-Honda RBPT      | 1:26.202           | 1:26.584           |                    | 14   |
| 15                      | 24  | Zhou Guanyu      | Alfa Romeo-Ferrari         | 1:26.669           | 1:54.546           |                    | 15   |
| 16                      | 18  | Lance Stroll     | Aston Martin-Mercedes      | 1:26.849           |                    |                    | 16   |
| 17                      | 23  | Alexander Albon  | Williams-Mercedes          | 1:26.862           |                    |                    | 17   |
| 18                      | 22  | Yuki Tsunoda     | AlphaTauri-Honda RBPT      | 1:26.926           |                    |                    | 18   |
| 19                      | 20  | Kevin Magnussen  | Haas-Ferrari               | 1:27.438           |                    |                    | 19   |
| SQ1 107% tijd: 1:31.391 |     |                  |                            |                    |                    |                    |      |
| DNQ                     | 2   | Logan Sargeant   | Williams-Mercedes          | 2:05.741 *1        |                    |                    | 20   |

*1 Logan Sargeant zette een tijd buiten de 107% neer tijdens SQ1 maar mocht van de stewards wel aan de sprintrace deelnemen.

## Sprint
Oscar Piastri won voor het eerst in zijn carrière een sprint.

Max Verstappen behaalde in Qatar zijn derde Formule 1-wereldtitel op rij.
| Pos.               | Nr. | Coureur          | Constructeur               | Rondes | Tijd / Oorzaak Uitval | Grid | Punten |
| ------------------ | --- | ---------------- | -------------------------- | ------ | --------------------- | ---- | ------ |
| 1                  | 81  | Oscar Piastri    | McLaren-Mercedes           | 19     | 35:01.297             | 1    | 8      |
| 2                  | 1   | Max Verstappen   | Red Bull Racing-Honda RBPT | 19     | +1.871                | 3    | 7 S    |
| 3                  | 4   | Lando Norris     | McLaren-Mercedes           | 19     | +8.497                | 2    | 6      |
| 4                  | 63  | George Russell   | Mercedes                   | 19     | +11.036               | 4    | 5      |
| 5                  | 44  | Lewis Hamilton   | Mercedes                   | 19     | +17.314               | 12   | 4      |
| 6                  | 55  | Carlos Sainz jr. | Ferrari                    | 19     | +18.806               | 5    | 3      |
| 7                  | 23  | Alexander Albon  | Williams-Mercedes          | 19     | +19.864               | 17   | 2      |
| 8                  | 14  | Fernando Alonso  | Aston Martin-Mercedes      | 19     | +21.180               | 9    | 1      |
| 9                  | 10  | Pierre Gasly     | Alpine-Renault             | 19     | +21.742               | 11   |        |
| 10                 | 77  | Valtteri Bottas  | Alfa Romeo-Ferrari         | 19     | +22.208               | 13   |        |
| 11                 | 22  | Yuki Tsunoda     | AlphaTauri-Honda RBPT      | 19     | +22.863               | 18   |        |
| 12                 | 16  | Charles Leclerc  | Ferrari                    | 19     | +24.860 *1            | 6    |        |
| 13                 | 20  | Kevin Magnussen  | Haas-Ferrari               | 19     | +24.970               | 19   |        |
| 14                 | 24  | Zhou Guanyu      | Alfa Romeo-Ferrari         | 19     | +26.868               | 15   |        |
| 15                 | 18  | Lance Stroll     | Aston Martin-Mercedes      | 19     | +29.523 *2            | 16   |        |
| DNF                | 27  | Nico Hülkenberg  | Haas-Ferrari               | 11     | Botsingschade         | 7    |        |
| DNF                | 31  | Esteban Ocon     | Alpine-Renault             | 10     | Ongeluk               | 10   |        |
| DNF                | 11  | Sergio Pérez     | Red Bull Racing-Honda RBPT | 10     | Ongeluk               | 8    |        |
| DNF                | 2   | Logan Sargeant   | Williams-Mercedes          | 2      | Spin                  | 20   |        |
| DNF                | 40  | Liam Lawson      | AlphaTauri-Honda RBPT      | 0      | Spin                  | 14   |        |
| Bron: formula1.com |     |                  |                            |        |                       |      |        |

S Max Verstappen reed in ronde 17 de snelste ronde in 1:25.604 maar in de sprint levert dit geen extra punt op.

*1 Charles Leclerc eindigde als zevende maar kreeg een tijdstraf van vijf seconden omdat hij vier keer buiten de baan reed.

*2 Lance Stroll eindigde als dertiende maar kreeg een tijdstraf van vijf seconden omdat hij vier keer buiten de baan reed.

## Wedstrijd
Max Verstappen behaalde de negenenveertigste Grand Prix-overwinning in zijn carrière. Doordat hij van pole position startte, de snelste ronde pakte en elke ronde aan de leiding reed, was dit tevens zijn vierde grand slam uit zijn carrière.
| Pos.               | Nr. | Coureur          | Constructeur               | Rondes | Tijd / Oorzaak Uitval        | Grid | Punten |
| ------------------ | --- | ---------------- | -------------------------- | ------ | ---------------------------- | ---- | ------ |
| 1                  | 1   | Max Verstappen   | Red Bull Racing-Honda RBPT | 57     | 1:27:39.168                  | 1    | 26 S   |
| 2                  | 81  | Oscar Piastri    | McLaren-Mercedes           | 57     | +4.833                       | 6    | 18     |
| 3                  | 4   | Lando Norris     | McLaren-Mercedes           | 57     | +5.969                       | 10   | 15     |
| 4                  | 63  | George Russell   | Mercedes                   | 57     | +34.119                      | 2    | 12     |
| 5                  | 16  | Charles Leclerc  | Ferrari                    | 57     | +38.976                      | 5    | 10     |
| 6                  | 14  | Fernando Alonso  | Aston Martin-Mercedes      | 57     | +49.032                      | 4    | 8      |
| 7                  | 31  | Esteban Ocon     | Alpine-Renault             | 57     | +1:02.390                    | 8    | 6      |
| 8                  | 77  | Valtteri Bottas  | Alfa Romeo-Ferrari         | 57     | +1:06.563                    | 9    | 4      |
| 9                  | 24  | Zhou Guanyu      | Alfa Romeo-Ferrari         | 57     | +1:16.127 *1                 | 19   | 2      |
| 10                 | 11  | Sergio Pérez     | Red Bull Racing-Honda RBPT | 57     | +1:20.181 *2                 | Pit  | 1      |
| 11                 | 18  | Lance Stroll     | Aston Martin-Mercedes      | 57     | +1:21.652 *3                 | 16   |        |
| 12                 | 10  | Pierre Gasly     | Alpine-Renault             | 57     | +1:22.300 *4                 | 7    |        |
| 13                 | 23  | Alexander Albon  | Williams-Mercedes          | 57     | +1:31.014 *5                 | 13   |        |
| 14                 | 20  | Kevin Magnussen  | Haas-Ferrari               | 56     | +1 ronde                     | 18   |        |
| 15                 | 22  | Yuki Tsunoda     | AlphaTauri-Honda RBPT      | 56     | +1 ronde                     | 11   |        |
| 16                 | 27  | Nico Hülkenberg  | Haas-Ferrari               | 56     | +1 ronde                     | 14   |        |
| 17                 | 40  | Liam Lawson      | AlphaTauri-Honda RBPT      | 56     | +1 ronde                     | 17   |        |
| DNF                | 2   | Logan Sargeant   | Williams-Mercedes          | 40     | Onwel geworden door de hitte | 15   |        |
| DNF                | 44  | Lewis Hamilton   | Mercedes                   | 0      | Ongeluk                      | 3    |        |
| DNS                | 55  | Carlos Sainz jr. | Ferrari                    | 0      | Brandstoflekkage             | – *6 |        |
| Bron: formula1.com |     |                  |                            |        |                              |      |        |

S Max Verstappen reed voor de negenentwintigste keer in zijn carrière een snelste ronde en behaalde hiermee een extra punt.

*1 Zhou Guanyu eindigde de wedstrijd als twaalfde maar schoof drie plaatsen naar voren door straffen voor Pérez, Stroll en Gasly.

*2 Sergio Pérez eindigde de wedstrijd als elfde maar kreeg een tijdstraf vijf seconden voor het te vaak buiten de baan rijden en schoof door de straffen voor Stroll en Gasly één plaats naar voren.

*3 Lance Stroll eindigde de wedstrijd als negende maar kreeg een tijdstraf van twee keer vijf seconden voor het te vaak buiten de baan rijden.

*4 Pierre Gasly eindigde de wedstrijd als tiende maar kreeg een tijdstraf van twee keer vijf seconden voor het te vaak buiten de baan rijden.

*5 Alexander Albon kreeg een tijdstraf van twee keer vijf seconden voor het te vaak buiten de baan rijden, dit had geen gevolgen voor zijn positie in de einduitslag.

*6 Carlos Sainz jr. startte de race niet door een brandstoflekkage.

## Tussenstanden wereldkampioenschap
Betreft tussenstanden voor het wereldkampioenschap na afloop van de race.

### Coureurs
| Pos. | Nr. | Coureur          | Constructeur               | Punten |
| ---- | --- | ---------------- | -------------------------- | ------ |
| 1    | 1   | Max Verstappen   | Red Bull Racing-Honda RBPT | 433    |
| 2    | 11  | Sergio Pérez     | Red Bull Racing-Honda RBPT | 224    |
| 3    | 44  | Lewis Hamilton   | Mercedes                   | 194    |
| 4    | 14  | Fernando Alonso  | Aston Martin-Mercedes      | 183    |
| 5    | 55  | Carlos Sainz jr. | Ferrari                    | 153    |
| 6    | 16  | Charles Leclerc  | Ferrari                    | 145    |
| 7    | 4   | Lando Norris     | McLaren-Mercedes           | 136    |
| 8    | 63  | George Russell   | Mercedes                   | 132    |
| 9    | 18  | Oscar Piastri    | McLaren-Mercedes           | 83     |
| 10   | 31  | Lance Stroll     | Aston Martin-Mercedes      | 47     |

### Constructeurs
| Pos. | Constructeur               | Punten |
| ---- | -------------------------- | ------ |
| 1    | Red Bull Racing-Honda RBPT | 657    |
| 2    | Mercedes                   | 326    |
| 3    | Ferrari                    | 298    |
| 4    | Aston Martin-Mercedes      | 230    |
| 5    | McLaren-Mercedes           | 219    |
| 6    | Alpine-Renault             | 90     |
| 7    | Williams-Mercedes          | 23     |
| 8    | Alfa Romeo-Ferrari         | 16     |
| 9    | Haas-Ferrari               | 12     |
| 10   | AlphaTauri-Honda RBPT      | 5      |